# Bataille d'Ibarra (1812)
Ne doit pas être confondu avec Bataille d'Ibarra (1823).
Guerre d'indépendance de l'Équateur
Batailles
m
Révolution de Quito (1809-1812)
- Paredones
- Verdeloma (1)
- Chimbo
- Mocha
- El Panecillo
- Ibarra (1)

Campagne de Guayaquil (1820-1821)
- Guayaquil
- Camino Real
- Huachi (1)
- Verdeloma (2)
- Tanizahua

Campagne de Quito (1821-1822)
- Yaguachi
- Huachi (2)
- Riobamba
- Pichincha

Rencontre de Guayaquil (26 juillet 1822)
Ibarra (2) (17 juillet 1823)
La Bataille d'Ibarra de 1812, également appelée de San Antonio de Ibarra, est un affrontement militaire qui a lieu aux environs immédiats de la ville d'Ibarra, dans l'actuel Équateur entre le 27 novembre et le 1er décembre 1812. L'événement se déroule dans le cadre de la Révolution de Quito, elle-même marquant le début, en Équateur, des guerres d'indépendance hispano-américaines. Il voit la lutte des troupes de l'État de Quito (es) contre celles de l'Empire espagnol. La déroute quiteña entraine la disparition de l'éphémère nation née sur le territoire de la Real audiencia de Quito lorsque la seconde Junte autonome de Quito (es) s'était déclarée indépendante de l'Espagne le 11 octobre 1811.

## Contexte
Après un voyage de quatre mois depuis l'Espagne, le jeune colonel Carlos de Montúfar arrive à Quito le 9 septembre 1810 en qualité de Commissaire de la Régence ; il est reçu avec les honneurs par le comte Ruiz de Castilla (es), président de la Real audiencia de Quito, mais avec une certaine suspicion par les autres autorités espagnoles qui voient d'un mauvais œil ce fils de Juan Pío Montúfar (es), IIe marquis de Selva Alegre (es), qui avait présidé la première Junte autonome de Quito (es) en 1809, réprimée car soupçonnée d'indépendantisme.
Sitôt arrivé, le jeune Montúfar décide de convoquer une nouvelle junte (es) sous la forme d'un triumvirat composé de Ruiz de Castilla (es), de l'évèque José de Cuero y Caicedo (es) et de lui-même. Entre le 22 et le 25 septembre se tiennent différentes réunions dans la salle du chapître du couvent San Agustin (es) au cours desquelles sont élus les membres et représentants de la junte de gouvernement. Pour ces élections il est tenu compte des trois États, comme en France : le clergé, la noblesse et les classes populaires. La junte de gouvernement doit donc être composée d'un député pour chaque cabildo de la Real Audiencia, deux pour le clergé, deux pour la noblesse et un pour chaque quartier important de la ville de Quito, ces derniers étant choisis par le biais d'élections.
Le 9 octobre 1810, la Junte de gouvernement originellement loyale à la couronne espagnole déclare ne plus obéir au vice-roi de Nouvelle-Grenade, revendiquant les valeurs de la junte du 10 août 1809. Deux jours plus tard, le comte Ruiz de Castilla, représentant de la couronne, est obligé de démissionner de la Junte, laquelle se déclare indépendante.

## Organisation
Le général Toribio Montes avait été envoyé d'Espagne en qualité de président de la Real audiencia de Quito et Commandant Général des forces royalistes en remplacement de Joaquín Molina, qui avait perdu la confiance du vice-roi du Pérou, José Fernando de Abascal y Sousa. Montes, un vétéran de guerre expérimenté, avec l'appui inconditionnel de ses supérieurs, forme une armée pour récupérer les territoires de Quito composée de troupes fraiches recrutées au Panama, à Lima et à Guayaquil (es). Il se voit également attribué la somme de cent mille pesos, extraits de la Caja del Tesoro de Lima.
Montes, pouvant compter sur une armée disciplinée, surmonte une série d'obstacles mineurs dans les montagnes centrales et entre dans la ville de Quito le 8 novembre 1812, où se déroule la bataille d'El Panecillo contre les troupes de Carlos de Montúfar,. Pendant ce temps, le gouvernement quiteño présidé par Cuero y Caicedo (es) convoque d'urgence tous les citoyens éligibles âgés de 16 à 50 ans pour mobiliser et défendre la nation dans la ville d'Ibarra. Il ordonne également l'exécution d'espions et de traîtres, et invoque les différentes factions à la réconciliation et à la paix menacée par un ennemi commun.
Toribio Montes, pour sa part, a ordonné au brigadier Juan de Sámano de se diriger vers le nord et de poursuivre les troupes de Quito jusqu'à l'anéantissement et la destruction totale des insurgés. L'escadre de Quito organise la résistance dans les environs de la ville d'Ibarra, occupant les hauteurs de Loma de Soles, Bellavista Alta, Loma de los Callipicos et Los Óvalos, sans négliger d'autres lignes possibles d'opérations ennemies en direction de Zuleta et du centre urbain de la ville.

### Pacte et trahison
La colonne royaliste atteint les environs d'Atuntaqui (es) aux alentours du 12 novembre, où elle décide de camper pour reposer troupes et chevaux. Une patrouille de reconnaissance rapporte que les Quiteños ont une armée bien organisée stationnée sur les hauteurs de la ville avec des fortifications de campagne et des tranchées profondes. Sámano appelle alors son état-major pour une appréciation de la situation et décide de changer la stratégie espagnole avec l'envoi d'émissaires proposant une concertation sans conséquences ultérieures pour les Quiteños.
Le pacte proposé par Samano est accepté par Quiteños qui, imprudents et fatigués d'une longue campagne pour laquelle ils n'ont jamais vraiment été préparés, veulent en finir aussi rapidement que possible, même au prix de remettre à plus tard ses aspirations libertaires. Les deux armées défilent ensemble, et bien que le voyage devait finir à Ibarra, où serait signés les traités respectifs, les chefs royalistes étudient en détail les troupes quiteñas dirigées par Pedro de Montúfar (es) et décident de passer la nuit à San Antonio, affirmant que les troupes sont fatigués, au lieu de se rendre à Ibarra, comme convenu précédemment avec Montúfar. Sans perte de temps et protégé par l'obscurité de la nuit, Sámano procède à la fortification de ce village près d'Ibarra, coupant les sorties et installant des canons aux endroits sensibles. Il envoie immédiatement des messages pour accélérer l'arrivée de renforts de Quito, même si ceux-ci n'arriveront finalement jamais.

## Déroulement de la bataille
Fernando Terán, curé de San Antonio fidèle à la cause de Quito, remarque l'agitation espagnole et envoie un message à Pedro de Montúfar, l'informant de la situation. Au début, ces nouvelles ne sont pas entendues ni acceptées dans leur véritable dimension, mais après l'insistance des messagers avec des détails irréprochables de la tromperie et la trahison dont ils sont victimes, l'armée de Quito attaque à 11h00 le 27 novembre à partir des quatre points cardinaux, dirigée par les généraux Montúfar (es), Calderón, Gullón et Pólit.
Le courage dont font preuve les habitants de Quito pousse les Espagnols à abandonner leurs armes et à chercher refuge dans l'église, mais pas avant que plusieurs d'entre eux ne soient tombés. Sámano décide de se rendre à l'aube du jour suivant mais, jouant sa dernière carte et avant de hisser le drapeau blanc, lance la rumeur qu'une division de trois bataillons avec des troupes fraîches est dans le voisinage et prête à entrer en action.
Ces fausses nouvelles démoralisent les troupes de Quito, au point qu'elles se retirent vers Ibarra avec une victoire indécise à leur actif. Montúfar envoie alors une communication, proposant la capitulation pour restaurer l'harmonie et l'union entre les peuples espagnols et de Quito, et dont la cause commune serait de se battre pour Ferdinand VII et l'expulsion des Français de l'Espagne. Le chef espagnol, stupéfait par ces événements inattendus, quitte son refuge et capture Calderón, Aguilar et Pólit, qui sont fusillés sur place, tandis que le soldat français Gullón, l'un des défenseurs les plus courageux et les plus héroïques des causes libertaires, est blessé au combat et plus tard pendu.

## Résultats
La ville d'Ibarra résiste quelques jours de plus, mais elle tombe le 1er décembre 1812. Toribio Montes ordonne alors l'exécution de plus de 75 officiers sur la Plaza de Ajusticiamiento. Depuis ce jour, la place est connue sous le nom de Plaza del Martirio.
Plusieurs personnages sont faits prisonniers après la capitulation officielle, le 1er décembre 1812, comme le président Cuero y Caicedo, le général Francisco Calderón (père d'Abdón Calderón) et Rosa Zárate (es), qui avait notamment donné l'alerte de l'avance royaliste,,. Carlos de Montúfar parvient à fuir vers son hacienda dans la vallée de Los Chillos, où il est ensuite capturé. Il est emprisonné à Panamá, d'où il arrive à s'évader pour s'enrôler dans l'armée de Simón Bolívar avec le grade de général, mais il est de nouveau capturé et finalement fusillé à Buga (actuelle Colombie).
Finalement, avec les chefs politiques et militaires de l'État de Quito (es) dispersés ou morts, le général Montes peut restaurer pour dix ans supplémentaires la domination espagnole sur la Real audiencia de Quito.

## Littérature
- El Cóndor, el héroe y una historia de Independencia, œuvre pour enfants de l'écrivaine équatorienne Edna Iturralde (es) qui se déroule à l'époque et les événements qui se sont produits immédiatement après cette bataille[11].